# Balista
Balista (lat. ballista, prema grč. βαλλίζω: izbacujem) je starorimska bacačka sprava, bacač kamenja (okovanih balvana, bačava sa zapaljivom smolom i slično) lučnom ubacnom putanjom; rabio se pri napadaju i opsadi na kopnu i moru. Sastojao se od drvenog postolja sa žljebastom vodilicom, te dviju ručki usađenih u elastične svežnjeve usukane užadi koje su, povezane tetivom, djelovale kao luk. Vodilica projektila bila je postavljena pod stalnim nagibnim kutom od 45°, pa se ispravljanje gađanja izvodilo pomicanjem sprave ili promjenom mase kamena. Kadšto se balista izvodila s dodatkom drvenoga ili metalnoga luka, dok se laka prijenosna balista zvala skorpion.
Konstrukcija slična balisti bila je poznata već Asircima; stari Rimljani su je preuzeli od Grka, koji su ga zvali petrobol. Tijekom vremena balistom su se počele nazivati i bacačke sprave za izbacivanje kopalja i strijela (katapult).

## Katapult
Katapult (njem. katapult < lat. catapulta < grč. ϰαταπέλτης: bacalo, bacač), u vojnoj tehnici, je naziv kojim su stari Grci tijekom antike označavali sve svoje ratne bacačke sprave koje su se upotrebljavale na kopnu i na brodovima. Preuzeli su ga stari Rimljani, ali su oni od 1. stoljeća pr. Kr. počeli razlikovati bacač kamenja, odnosno spravu koja je izbacivala projektil u luku – balista, od bacača za strijele, odnosno sprave koja je izbacivala projektile pravocrtno – katapult. U 3. stoljeću pojavio se novi, učinkovitiji bacač kamenja – onager, pa se pojmom balista počeo označavati bacač strijela. Ipak, obje su se sprave i dalje općenito nazivale katapultima. Katapult su poznavali i drugi stari narodi, a upotrebljavali su ga i u srednjem vijeku.
Katapult je oružje koji služi za opsadu. Naziv je za ratni stroj za izbacivanje projektila na veliku udaljenost. Riječ "katapult" ima porijeklo u grčkom jeziku i prvotno je značenje bilo da je to stroj koji izbacuje strelice, dok je balista bio naziv za stroj koji izbacuje kamenje. Tijekom vremena ta su dva naziva zamijenila značenje. Katapult se obično sastavljao od drva na mjestu gdje se i koristio pa ga vojska nije morala vući sa sobom. Danas je katapult uređaj za katapultiranje (izbacivanje) zrakoplova (na nosačima zrakoplova) ili projektila u zrak.

## Povijest
Prvi su se katapulti pojavili u Staroj Grčkoj oko 400. godine pr. Kr. Među izumitelje se ubraja Dionizije Sirakuški i Onomarh. Aleksandar Veliki ih je koristio i kao podršku trupama na bojištu. Katapulti su još više došli u upotrebu tijekom rimskih osvajanja i srednjeg vijeka. Izum baruta u XIV. stoljeća je potpuno izbacio katapult iz upotrebe. Tijekom srednjeg vijeka katapulti su se koristili i kao prva biološka oružja. Njima su se na neprijatelja izbacivali leševi stoke ili leševi ljudi umrlih od kuge. Zadnja zabilježena upotreba katapulta kao oružje bila je tijekom Prvog svjetskog rata, kada su ga vojnici koristili za izbacivanje granata prema neprijatelju.
Počevši od izmjena običnoga luka, bila su smišljana sve djelotvornija oružja, pogotovo ona temeljena na uvijanju ili torziji (snaga spleta zasukanih konopaca).

### Antika
Rekonstrukcije nekih od antičkih oružja omogućile su mu da procijeni granice njihove učinkovitosti. Zaključeno je da je krajnji učinkoviti doseg katapulta bio oko 350 metara. Napredak je bio relativno brz tijekom nekih 150 godina od početka 4. stoljeća pr. Kr. (koliko znamo, topništvo je u opsadi prvi put korištena kod Motoje, 397. pr. Kr.), a poboljšanja se opažaju sve do 1. stoljeća. Jedan Filonov tekst nam pomaže da objasnimo dijelove tog razvoja. Filon Aleksandrijski kaže da su inženjerska istraživanja plaćali Ptolomejevići u Egiptu i ukazuje na narav tih istraživanja:
Dobar primjer je antički torzijski katapult. Razvoj oružja nije novost u antici i postojalo je nešto nalik tehničkoj utrci u naoružanju između obrtnika i njihovih pokrovitelja da se izgradi najveći brod na vesla. Filip II. Makedonski i grčki kraljevi u Sirakuzi, Rodosu i drugdje, su podupirali programe razvoja i poboljšanja katapulta i raznih drugih balističkih strojeva. U Aleksandriji su provođena istančana inženjerska istraživanja u obliku sustavnih testiranja, koja je sponzorirao vladar, a s ciljem otkrivanja čimbenika (varijabli) koje imaju učinka na rad katapulta i izgradnje najučinkovitijeg katapulta.
Uglavnom, čini se da su istraživanja bila posve iskustvena. Vjerojatno su ih provodili znanstvenici-inženjeri, ali bez primjene bilo kakve znanstvene teorije ili korištenja teorijskih znanja. Nakon desetljeća strpljivih napora i bilježenja znanstvenici-inženjeri u Aleksandriji su došli do praktične i matematički točne "jednadžbe katapulta", koja je sadržavala treći korijen i davala najpovoljnije mjere za bilo koji balistički stroj i njegov projektil. Pomoću te jednadžbe je Arhimed navodno izgradio najveći katapult za izbacivanje kamena. No jednadžba je bila naprosto iskustveno pravilo izraženo matematički. Razvoj katapulta je bio rezultat inženjerskog istraživanja, prije nego primijenjene znanosti.